# Клайпедський район
Клайпедський район (лит. Klaipėdos rajono savivaldybė) — муніципалітет районного рівня на заході Литви, що знаходиться у Клайпедському повіті. Адміністративний центр — місто Гаргждай.

## Географія
Район знаходиться на узбережжі Балтійського моря та  Куршської затоки. Більша частина району лежить у болотистій прибережній рівнині, на сході займає край Жемайтійського плато (там знаходиться найвища точка району — пагорб Жвагіняй заввишки 148 м). Середня температура становить близько -3,6 °С у січні та 16,3 °C в липні. Рівень опадів протягом року від 711 до 892 мм. Максимальна температура була зареєстрована у липні 2011 року  -35,2 °С, найнижча — на початку лютого 1962 року, 38,3 °С.

## Адміністративний поділ та населені пункти
Район включає 11 староств:

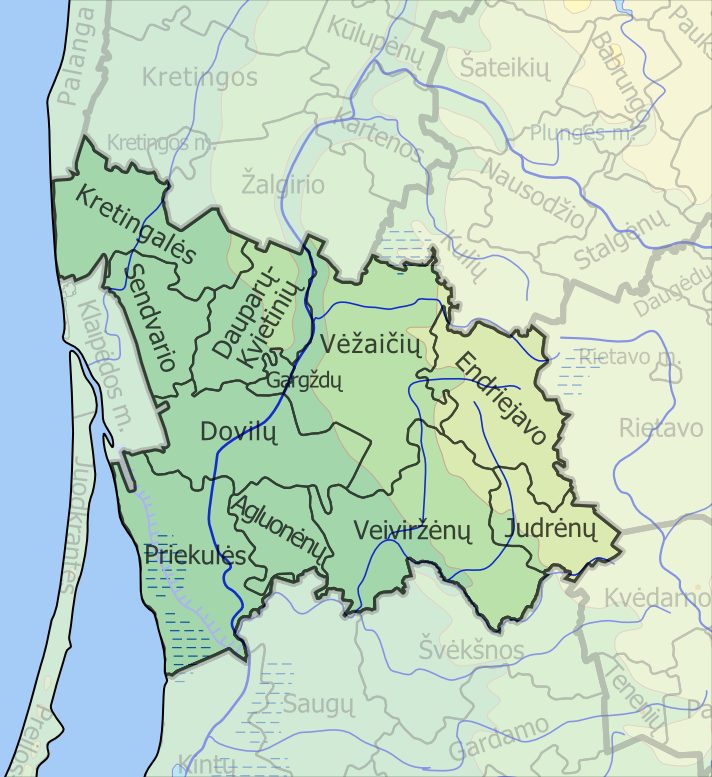
Староства Клайпедського району

- Аглуоненайське (лит. Agluonėnų seniūnija; адм. центр: Аглуоненай);
- Вежайчяйське (лит. Vėžaičių seniūnija; адм. центр: Вежайчяй);
- Вейвірженайське (лит. Veiviržėnų seniūnija; адм. центр: Вейвірженай);
- Гаргждайське (лит. seniūnija; адм. центр: Гаргждай);
- Даупару-Квєтиняйське (лит. Dauparų-Kvietinių seniūnija; адм. центр: Гаргждай);
- Довілайське (лит. Dovilų seniūnija; адм. центр: Довілай);
- Кретінгальське (лит. Kretingalės seniūnija; адм. центр: Кретінгале);
- Прекульське (лит. Priekulės seniūnija; адм. центр: Прекуле);
- Сендварське (лит. Sendvario seniūnija; адм. центр: Слянгяй);
- Ендрєяваське (лит. Endriejavo seniūnija; адм. центр: Ендрєявас);
- Юдренайське (лит. Judrėnų seniūnija; адм. центр: Юдренай).

Район містить 2 міста — Гаргждай та Прекуле; 7 містечок — Довілай, Ендрєявас, Юдренай, Кретінгале, Плікяй, Вейвірженай та Вежайчяй; 303 села.
Чисельність населення найбільших поселень (2001):
- Гаргждай — 15 212 осіб
- Вежайчяй — 1 749 осіб
- Прекуле — 1 725 осіб
- Довілай — 1 231 осіб
- Кретінгале — 977 осіб
- Вейвірженай — 964 осіб
- Ендрєявас — 718 осіб
- Аглуоненай — 653 осіб
- Дерцекляй — 641 осіб
- Древерна — 617 осіб

## Населення
Згідно з переписом 2011 року у районі мешкало 49637 осіб.
Етнічний склад:
- Литовці — 94,92 % (48703 осіб)
- Росіяни — 3,09 % (1586 осіб)
- Українці — 0,36 % (186 осіб)
- Білоруси — 0,27 % (139 осіб)
- Німці — 0,23 % (117 осіб)
- Поляки — 0,13 % (67 осіб)
- Інші — 0,99 % (510 осіб)

## Економіка
Клайпедський район виробляє 2,9 % литовського промислового виробництва.
Основні галузі:
- видобуток нафти — 255 700 т в 2004 році компанії («Geonafta», «Minijos nafta», «Manifodas»).
- будівельні матеріали — Гаргждайський цегляний завод,
- інші — деревообробний комбінат, м'ясний цех, переробка риби та консервування. Є підприємства з виробництва кормів для домашніх тварин, продуктів харчування, виробів з металу, біопалива, виробництво добрив, швейні підприємства, з обробки каменю, будівельні компанії. Промислові підприємства в основному зосереджені в Гаргждаї.

Сільськогосподарські землі займають 55,7 % території муніципалітету, з яких 89,0 % — рілля, 8,4 % — луки і природні пасовища, 2,6 % — фруктові сади і плантації ягідних культур. 38,4 % врожаю складають зернові (0,8 % від врожаю зерна в Литві), 38,2 % — багаторічні трави, 9,0 % — картопля (2,3 %), 3,4 % — овочі відкритого ґрунту (2.3 %).
Частка району у литовському виробництві тваринницької продукції становить 1,9 %, молока — 1,9 %. У районі розводять 17 900 голів великої рогатої худоби (2,3 % литовського поголів'я), 26 400 свиней (2,5 %), 860 овець і кіз (1,8 %) 1100 коней (1,7 %).

## Транспорт
На території муніципалітету проходить шосе Клайпеда-Вільнюс-Мінськ (Білорусь), залізничні маршрути Клайпеда-Вільнюс і Клайпеда-Пагегяй. На території є аеропорт Клайпеда.

## Відомі особистості
У районі народились:
- Єва Сімонайтіте (1897—1978) — литовська письменниця (село Ванагай).